# Севен Спрингс (Северна Каролина)
Севен Спрингс (енгл. Seven Springs) град је у америчкој савезној држави Северна Каролина.

## Демографија
По попису из 2010. године број становника је 110, што је 24 (27,9%) становника више него 2000. године.
| Група             | 2000.      | 2010.      |
| Белци             | 73 (84,9%) | 76 (69,1%) |
| Афроамериканци    | 13 (15,1%) | 9 (8,2%)   |
| Азијати           | 0 (0,0%)   | 0 (0,0%)   |
| Хиспаноамериканци | 0 (0,0%)   | 24 (21,8%) |
| Укупно            | 86         | 110        |